# 사피 살리
모드 사피 모드 살리(말레이어: Mohd Safee Mohd Sali, 1984년 1월 29일~ )는 말레이시아의 전 축구 선수이다. 과거 공격수로 활약하였다.